# Labiarón
Labiarón (Labiaróu en eonaviego y oficialmente) es una parroquia del concejo de San Martín de Oscos, en el Principado de Asturias, España. Ocupa una extensión de 16.59 km². Está situada a 7 km de la capital del concejo, San Martín.

## Lugares
- Labiaron (Labiaróu): 22 habitantes
- Liceira: despoblado
- Piorno: 1 habitante
- Sarceada (Sarciada): 4 habitantes
- Solana (A Solá): despoblado
- Soutelo: 4 habitantes
- Villameá (Vilamiá): 12 habitantes
- Villarín de Piorno (Vilarín de Piorno): despoblado
- Villarpille (Vilarpille): despoblado
- Testemuñas: despoblado

- Datos: Q1799435